# ناصر القاسمی
ناصر القاسمی (انگلیسی: Nasir El Kasmi؛ زادهٔ ۲ اکتبر ۱۹۸۲) بازیکن فوتبال اهل مراکش است.
از باشگاه‌هایی که در آن بازی کرده‌است می‌توان به باشگاه فوتبال هولشتاین کیل، باشگاه فوتبال دویسبورگ، و باشگاه فوتبال بایر ۰۴ لورکوزن اشاره کرد.
وی همچنین در تیم ملی فوتبال مراکش بازی کرده‌است.